# Слупечка
Слупечка (пол. Słupeczka) — село в Польщі, у гміні Клодава Кольського повіту Великопольського воєводства.
Населення — 300 осіб (2011).
У 1975-1998 роках село належало до Конінського воєводства.

## Демографія
Демографічна структура станом на 31 березня 2011 року:
|          | Загалом | Допрацездатний вік | Працездатний вік | Постпрацездатний вік |
| -------- | ------- | ------------------ | ---------------- | -------------------- |
| Чоловіки | 152     | 38                 | 94               | 20                   |
| Жінки    | 148     | 19                 | 75               | 54                   |
| Разом    | 300     | 57                 | 169              | 74                   |